# Galina Pietrowa
Galina Pietrowna Pietrowa (ros. Галина Петровна Петрова; ur. 1913, zm. 2015) – radziecka balerina, pedagog, Zasłużony Artysta RFSRR.

## Życiorys
W 1933 Ukończyłа Moskiewską Szkołę Choreografii, w latach 1933–1953 tańczyłа w Teatrze Bolszoj w Moskwie. W latach 1953–1990 była pedagogiem w tym teatrze. 

## Nagrody i odznaczenia
- Zasłużony Artysta RFSRR (1951)[1] .